# Схеперс, Якобус Герардус
Якобус Герардус Схеперс, C.Ss.R. (нидерл. Jacobus Gerardus Schepers; 18 августа 1798, Амстердам, Нидерланды — 27 ноября 1863, Парамарибо, Колония Суринам, Нидерланды) — прелат Римско-католической церкви, член Конгрегации Святейшего Искупителя, 2-й апостольский викарий Нидерландской Гвианы, 3-й титулярный епископ Элевтерны.

## Биография
Якобус Герардус Схеперс родился 18 августа 1798 года в Амстердаме в семье нидерландцев-католиков. К 1828 году он завершил теологическое образование и 20 апреля 1829 года был рукоположен в сан священника. Схеперс был членом Конгрегации Святейшего Искупителя, или редемптористов, которые вели миссионерскую работу в Нидерландской Гвиане, куда, вскоре после рукоположения, он был направлен.
В Парамарибо, после скоропостижной смерти в 1826 году Мартинуса ван дер Вейдена, который был назначен Апостольским префектом Нидерландской Гвианы, его преемник епископ Якобус Грофф не мог сразу приступить к осуществлению своих обязанностей. По этой причине 20 сентября 1843 года Схеперс был назначен Апостольским администратором Нидерландской Гвианы, и в этом статусе управлял викариатством в течение следующих девяти лет. 7 сентября 1852 года римский папа Пий IX назначил его Апостольским викарием Нидерландской Гвианы и возвёл в сан титулярного епископа Элевтерны. Епископскую хиротонию Схеперса 7 сентября 1853 года возглавил Йоханнес Звейсен, архиепископ Утрехта, которому сослужили Йоханнес ван Хойдонк, епископ Бреды и Йоханнес ван Генк, титулярный епископ Адраны.
Несмотря на слабое здоровье и нехватку духовенства, Схеперс хорошо справлялся со своими обязанностями. Он управлял викариатством в течение одиннадцати лет и умер 27 ноября 1863 года в Парамарибо.